# Kirchenkreis Leverkusen
Der Evangelische Kirchenkreis Leverkusen ist einer der 37 Kirchenkreise in der Evangelischen Kirche im Rheinland (EKiR). Er erstreckt sich über die kreisfreie Stadt Leverkusen und die Städte Burscheid und Leichlingen im Rheinisch-Bergischen Kreis sowie Langenfeld (Rheinland) und Monheim am Rhein im Kreis Mettmann. Zu seinen elf Gemeinden gehören ca. 64.200 Gemeindeglieder (Stand 1. Januar 2021). Sein Sitz ist in Burscheid.

## Geschichte
Da der von 1539 bis 1592 regierende Herzog Wilhelm von Jülich-Kleve-Berg in seinem Herrschaftsgebiet religiöse Toleranz übte, konnten sich im Herzogtum Berg im 16. Jahrhundert viele evangelische Gemeinden etablieren. Ein Teil von ihnen ging im Zuge der Gegenreformation wieder unter. Erst durch den Religionsvergleich von Cölln an der Spree 1672 wurden die evangelischen Gemeinden dauerhaft anerkannt. Im Gebiet des jetzigen Kirchenkreises waren es die lutherischen Gemeinden in Bergisch Neukirchen, Burscheid, Leichlingen, Reusrath und Witzhelden. Weitere evangelische Gemeinden wurden erst im 19. und 20. Jahrhundert gegründet. 
Nachdem das Gebiet 1815 in die preußische Provinz Jülich-Kleve-Berg (ab 1822 mit der Provinz Großherzogtum Niederrhein zur Rheinprovinz vereinigt) gekommen war, wurden die reformierten und lutherischen Gemeinden des westlichen und südlichen Bergischen Landes 1817 zum Kirchenkreis Lennep (nach damaligem Sprachgebrauch zur Synode Lennep, selten Diözese Lennep) zusammengefasst. Von diesem Kirchenkreis wurde 1843 der Kirchenkreis Solingen abgetrennt; hiervon wiederum im Jahr 1962 der Kirchenkreis Leverkusen.

## Gemeinden
Zum Kirchenkreis Leverkusen gehören folgende Kirchengemeinden:
- An Dhünn Wupper und Rhein (Petruskirche (Bürrig), Hoffnungskirche (Rheindorf))
- Bergisch Neukirchen (Evangelische Kirche (Bergisch Neukirchen))
- Burscheid (Evangelische Kirche (Burscheid))
- Langenfeld (Martin-Luther-Kirche (Reusrath), Erlöserkirche (Langenfeld), Simultankirche Galkhausen, Lukaskirche (Richrath))
- Leichlingen (Evangelische Kirche Leichlingen)
- Leverkusen-Mitte (Christuskirche in Wiesdorf)
- Leverkusen-Schlebusch (Evangelische Kirche Schlebusch, Friedenskirche (Waldsiedlung), Gemeindezentrum Alkenrath)
- Leverkusen-Steinbüchel (Gemeindezentrum (Steinbüchel))
- Monheim (Altstadtkirche (Monheim am Rhein), Fliednerkirche (Hitdorf), Friedenskirche (Monheim-Baumberg))
- Opladen (Kirche am Bielert, Evangelische Kirche Quettingen)
- Witzhelden (Evangelische Kirche Witzhelden)